# 全军文艺会演
中国人民解放军文艺会演，通称全军文艺会演，中国人民解放军总政治部（现中央军事委员会政治工作部）组织全军文艺团体或选调部分剧（节）目进行观摩演出的艺术活动，首届于1952年8月1日在北京举办。

## 历史
1952年8月1日，第一届全军文艺会演于在北京举办，11个代表队的近1500名军队文艺工作者参演，共6场晚会140个演出节目。
为庆祝中华人民共和国成立10周年，1959年6月1日至7月24日在北京举行第二届全军文艺会演，参演代表队共有37个，其中专业文工团体21个，业余文艺演出队16个，参演人员近5400名，共举行288场晚会408个节目。此次会演中由众多将军组成的“将军业余合唱团”参演，并表演多个节目。
2004年7月底至10月，中国人民解放军总政治部举办第八届全军文艺会演向国庆55周年献礼，全军和武警部队的专业文艺团体、艺术院校共推出40台剧（节）目，包括话剧、歌剧、舞剧、音乐剧、歌舞、杂技、曲艺、小品、音乐会等。具体节目包括《一个士兵的日记》、《可爱的士兵》、《军营歌谣》等13台歌舞综艺晚会；音乐剧《赤道雨》、管乐音乐会《中国，祝福你》等5台歌剧、音乐剧、音乐类晚会；《黄土谣》、《炮兵家园》等6部大型话剧；《卫士写真集》、《瞧咱火箭兵》、《天鹅湖》、《战旗飘飘》等6台杂技、舞剧、舞蹈类晚会。演出阵容有彭丽媛、宋祖英、阎维文、刘斌、于文华、郭达、吕继宏、潘长江、张迈、李丹阳、李琦、江涛、魏积安、洪剑涛、刘亚津等。